# Es (film)
Pour les articles homonymes, voir ES.
Pour plus de détails, voir Fiche technique et Distribution.
Es est un film allemand réalisé par Ulrich Schamoni, sorti en 1966.

## Synopsis
Un couple est en crise à la suite d'une grossesse dissimulée et d'un avortement.

## Fiche technique
- Titre : Es
- Réalisation : Ulrich Schamoni
- Scénario : Ulrich Schamoni
- Musique : Hans Posegga
- Photographie : Gérard Vandenberg
- Montage : Heidi Genée
- Production : Horst Manfred Adloff et Peter Schamoni
- Société de production : Horst Manfred Adloff Produktion
- Pays de production :  Allemagne de l'Ouest
- Genre : Drame
- Durée : 86 minutes
- Date de sortie : 
  - Allemagne de l'Ouest : 17 mars 1966

## Distribution
- Sabine Sinjen : Hilke
- Bruno Dietrich : Manfred
- Horst Manfred Adloff : le chef de Manfred
- Bernhard Minetti : Ein Kunde
- Harry Gillmann : le père de Hilke
- Inge Herbrecht : la mère de Hilke
- Werner Schwier : Angler
- Ulrike Ulrich : l'amie de Hilke

## Distinctions
Le film a été présenté en sélection officielle en compétition au Festival de Cannes 1966.